# Ричмонд (Іллінойс)
Ричмонд (англ. Richmond) — селище (англ. village) в США, в окрузі Макгенрі штату Іллінойс. Населення — 2089 осіб (2020).

## Географія
Ричмонд розташований за координатами 42°27′50″ пн. ш. 88°18′31″ зх. д. / 42.46389° пн. ш. 88.30861° зх. д. (42.463816, -88.308744).  За даними Бюро перепису населення США в 2010 році селище мало площу 10,94 км², уся площа — суходіл.

## Демографія
Згідно з переписом 2010 року, у селищі мешкали 1874 особи в 904 домогосподарствах у складі 457 родин. Густота населення становила 171 особа/км².  Було 1003 помешкання (92/км²).
Расовий склад населення:
| - 93,0 % — білих - 1,7 % — азіатів - 0,9 % — чорних або афроамериканців - 0,3 % — корінних американців - 2,1 % — осіб інших рас |

До двох чи більше рас належало 2,0 %. Частка іспаномовних становила 6,9 % від усіх жителів.
За віковим діапазоном населення розподілялося таким чином: 19,2 % — особи молодші 18 років, 68,0 % — особи у віці 18—64 років, 12,8 % — особи у віці 65 років та старші. Медіана віку мешканця становила 37,8 року. На 100 осіб жіночої статі у селищі припадало 99,6 чоловіків;  на 100 жінок у віці від 18 років та старших — 95,2 чоловіків також старших 18 років.
Середній дохід на одне домашнє господарство  становив 64 639 доларів США (медіана — 47 250), а середній дохід на одну сім'ю — 78 980 доларів (медіана — 56 552). Медіана доходів становила 50 521 долар для чоловіків та 31 713 долари для жінок. За межею бідності перебувало 12,5 % осіб, у тому числі 18,6 % дітей у віці до 18 років та 7,7 % осіб у віці 65 років та старших.
Цивільне працевлаштоване населення становило 1087 осіб. Основні галузі зайнятості: виробництво — 20,1 %, освіта, охорона здоров'я та соціальна допомога — 15,0 %, роздрібна торгівля — 13,1 %, науковці, спеціалісти, менеджери — 11,3 %.